# Perdicins
|  | «Perdiu» redirigeix aquí. Vegeu-ne altres significats a «Perdiu blanca». |

La subfamília dels perdicins (Perdicinae) és un grup de més de cent espècies d'ocells, inclosos a la família dels fasiànids (Phasianidae), dins l'ordre dels gal·liformes (Galliformes). Els seus diferents membres reben sovint els noms vulgars de perdius, guatlles o francolins.

## Hàbitat i distribució
Ocupen una bona varietat de medis naturals, en una àrea que va des d'Àfrica del Sud fins Nova Zelanda, passant per Euràsia septentrional. La major diversitat però, es troba a la regió afrotròpica i Àsia tropical. Algunes espècies s'han introduït en Amèrica.

## Morfologia
Les guatlles del Vell Món són aus petites i rodanxones, de potes curtes i ales més apuntades que altres grups de la subfamília. Les perdius són un grup més divers, que va des dels grans galls de les neus a les perdius de potes roges del gènere Alectoris. Es coneixen com a francolins les espècies de cinc gèneres africans i asiàtics.

## Hàbits
En general són ocells sedentaris, però algunes poques espècies de zones àrides, porten una vida divagant a la percaça de la pluja, i una d'elles, la guatlla (Coturnix coturnix) és l'única espècie de l'ordre dels gal·liformes que fa una emigració regular en hivern, entre l'àrea de cria i la d'hivernada.
Gairebé totes les espècies viuen en grups familiars que en hivern es poden associar amb altres, formant esbarts en les cas de les espècies d'espais oberts, però no en les que viuen al medi forestal.

## Taxonomia
L'existència d'aquesta subfamília no és reconeguda per tots els autors. Segons Alan P Peterson aquesta subfamília conté 26 gèneres i 110 espècies. La major part de les espècies són conegudes vulgarment com a perdius.
Ocells coneguts habitualment com a perdius.
- Alectoris, amb 7 espècies, entre elles la perdiu roja, que habita als països catalans.
- Ammoperdix, amb dues espècies.
- Arborophila, amb 21 espècies.
- Bambusicola, amb dues espècies.
- Galloperdix, amb 3 espècies.
- Lerwa, amb una espècie: gall nival bec-roig (Lerwa lerwa).
- Margaroperdix, amb una espècie: perdiu de Madagascar (Margaroperdix madagascarensis).
- Melanoperdix, amb una espècie: perdiu negra (Melanoperdix niger).
- Perdix, amb 3 espècies, entre elles la perdiu xerra, que habita als països catalans.
- Ptilopachus, amb dues espècies incloses modernament a la família dels odontofòrids (Odonthoforidae).
- Rhizothera, amb dues espècies.
- Tetraogallus, amb 5 espècies, conegudes com a galls nivals.
- Tetraophasis, amb dues espècies.
- Xenoperdix, amb dues espècies.

Ocells coneguts habitualment com a rulruls
- Caloperdix, amb una espècie: rulrul ferruginós (Caloperdix oculeus).
- Haematortyx, amb una espècie: rulrul cap-roig (Haematortyx sanguiniceps).
- Rollulus, amb una espècie: rulrul crestat (Rollulus rouloul).

Ocells coneguts habitualment com a francolins.
- Dendroperdix, amb una espècie: el francolí de capell (Dendroperdix sephaena).
- Francolinus, amb 5 espècies. Alguns autors inclouen tots els francolins dins aquest gènere.
- Peliperdix, amb 4 espècies.
- Pternistis, amb 23 espècies.
- Scleroptila, amb 7 espècies.

Ocells coneguts habitualment com a guatlles del Vell Món.
- Anurophasis, amb una espècie: guatlla muntanyenca (Anurophasis monorthonyx).
- Coturnix, amb 6 espècies, entre elles la guatlla, que cria als Països Catalans.
- Synoicus, amb tres espècies que altres autors inclouen a Coturnix i Excalfactoria.
- Ophrysia, amb una espècie potser extinta: la guatlla de l'Himàlaia (Ophrysia superciliosa).
- Perdicula, amb 4 espècies.